# Ismet Prcić
Ismet Prcić (ur. 1977 w Tuzli) – pochodzący z Bośni i Hercegowina pisarz. W 2011 roku wydał swoją pierwszą powieść zatytułowaną Odłamki. W 2012 roku książka została nazwana finalistą Dayton Literary Peace Prize. Była także nominowana do Center for Fiction First Novel Prize przez Center for Fiction. Powieść została przetłumaczona na polski i wydana przez wydawnictwo SQN w 2015 roku.
W 2010 roku autor został laureatem NEA Award w kategorii fikcja.

## Życiorys
Urodził się w 1977 roku w Tuzli. W 1996 roku wyemigrował do Stanów Zjednoczonych. Zdobył tytuł magistra, kończąc studia na Uniwersytecie Kalifornijskim w Irvine. Obecnie mieszka razem z żoną w Portland.

## Dzieła
- Odłamki (2011)
- California Dream (2013)
- Junten los pedazos (Hotel de las Letras) (2014)